# كلية تاندون للهندسة في جامعة نيويورك
كلية تاندون للهندسة بجامعة نيويورك (يشار إليها عمومًا باسم تاندون). تُعد تاندون ثاني أقدم مدرسة خاصة للهندسة والتكنولوجيا في الولايات المتحدة. يعود تاريخ المدرسة إلى عام 1854 عندما أُسِّسَت المؤسسات السابقة لها وهي جامعة مدينة نيويورك كلية الهندسة المدنية والهندسة المعمارية وكلية بروكلين ومعهد بوليتكنيك. وسُمِّيت المدرسة في عام 2015 تكريمًا لأمناء جامعة نيويورك تشاندريكا ورانجان تاندون وذلك بعد تبرعهما بمبلغ 100 مليون دولار إلى المدرسة.
يقع الحرم الرئيسي للمدرسة في مركز متروتك في بروكلين وهو عبارة عن مجمع بحوث صناعي أكاديمي حضري. تُعد المدرسة واحدة من العديد من كليات الهندسة التي تأسست على أساس نموذج جامعة البوليتكنيك الأوروبية في القرن التاسع عشر استجابة للتصنيع المتزايد في الولايات المتحدة. لقد كانت مركزًا رئيسيًا للبحث في تطوير الموجة الصغرية واللاسلكية والرادار والإلكترونيات بشكل عام والبوليمرات والهندسة الصناعية وبحوث العمليات وبرنامج الفضاء الأمريكي.

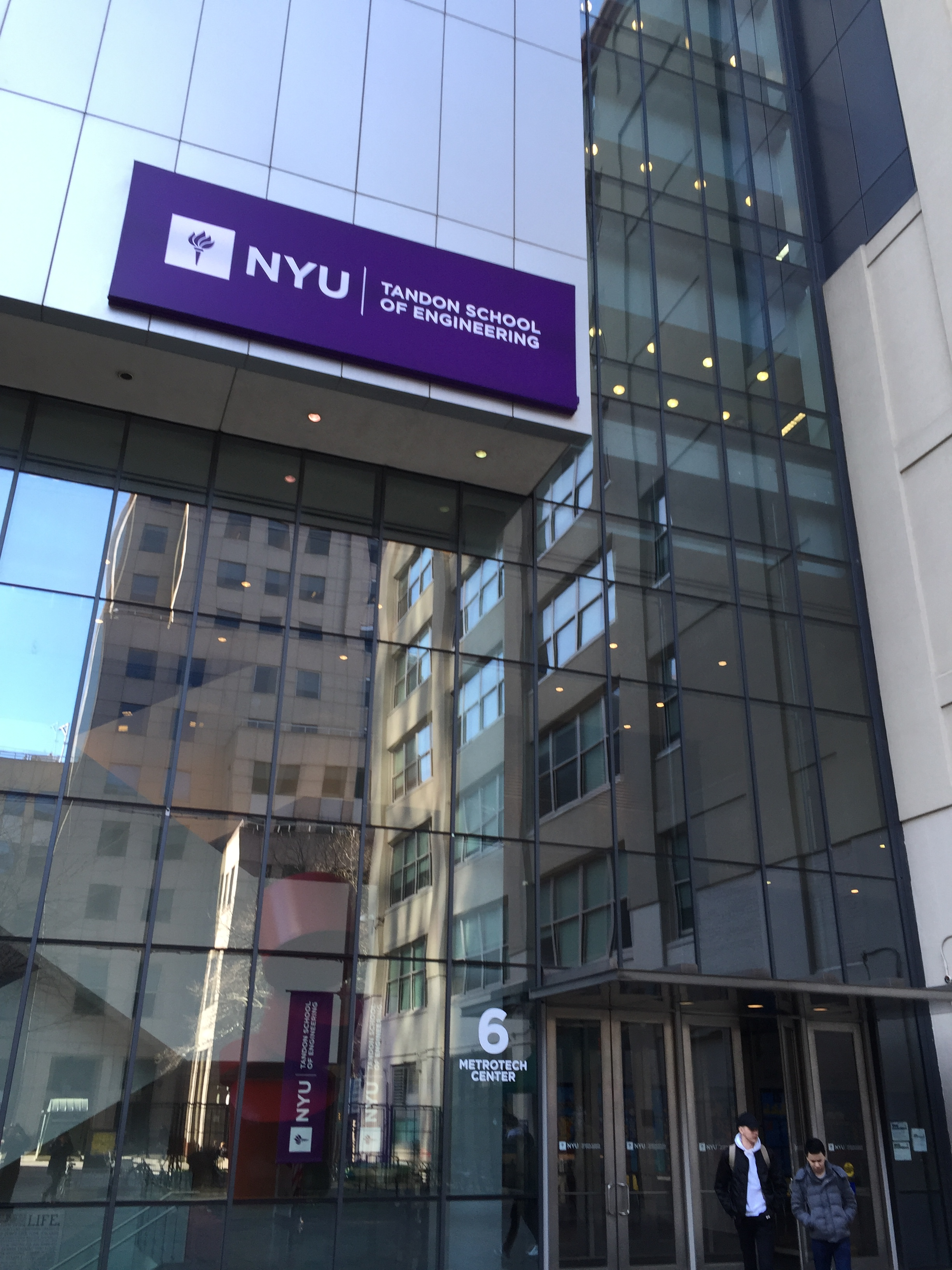
كلية تاندون للهندسة بجامعة نيويورك.

## التاريخ

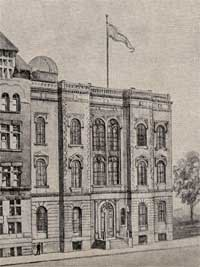
معهد البوليتكنيك في 99 ليفينغستون.

### المؤسسات التأسيسية

#### كلية بروكلين ومعهد بوليتكنيك
في 17 مايو 1853 كتب مجموعة من رجال الأعمال في بروكلين ميثاقًا لإنشاء مدرسة للشباب. تأسست باسم Brooklyn Collegiate and كلية بروكلين ومعهد بوليتكنيك، انتقلت المدرسة إلى منزلها الأول في شارع 99 ليفينغستون في بروكلين. قُبِلَت الدفعة الأولى عام 1855 وتألفت من 265 شابًا تتراوح أعمارهم بين 9 و 17 عامًا. منحت المدرسة درجات البكالوريوس الأولى في عام 1871. بدأت برامج الدراسات العليا في عام 1901، ومنحت المدرسة درجة الدكتوراه الأولى في عام 1921. من عام 1889 إلى عام 1973 أصبحت المدرسة تُعرف باسم معهد بوليتكنيك في بروكلين. في عام 1917 انفصل البرنامج التحضيري عن المعهد وأصبحت مدرسة بوليتكنيك الإعدادية الريفية النهارية. انتقل معهد بوليتكنيك إلى موقعه الحالي في عام 1957 وهو الموقع السابق لمصنع شركة سيفتي رازور الأمريكية، حيث أصبح مؤسسة تعليمية مختلطة.

#### مدرسة الهندسة المدنية والعمارة
في عام 1854 أنشأت جامعة مدينة نيويورك كلية الهندسة المدنية والهندسة المعمارية في وقت كانت فيه مدارس الهندسة المتخصصة غير شائعة في أمريكا. بدأت الدراسة في عام 1855 ومنحت المدرسة أول درجة جامعية في عام 1857. مع تشكل الثورة الصناعية قامت المدرسة بإضفاء الطابع الرسمي على مناهجها الهندسية وقام أول عميد للمدرسة -تشارلز هـ. سنو- بتغيير اسم المدرسة إلى مدرسة العلوم التطبيقية. خلال هذا الوقت انفصلت كلية الهندسة رسميًا عن كلية الآداب والعلوم بالجامعة ثم أطلق عليها اسم الكلية الجامعية. في عام 1894 نقلت جامعة نيويورك كلية الهندسة التابعة لها إلى حرم جامعي جديد في ذا برونكس. أعطى الحرم الجامعي الجديد مساحة للجامعة لبناء مختبرات علمية أكبر لا يمكن بناؤها في موقع ميدان واشنطن. مع إضافة الحرم الجامعي الجديد -تحت قيادة المستشار هنري ميتشل ماكراكين- أعادت جامعة مدينة نيويورك تسمية نفسها جامعة نيويورك. أصبح الحي المحيط بالحرم الجامعي في ذا برونكس يُعرف في النهاية باسم مرتفعات الجامعة. بحلول عام 1920 أُنشِئت أقسام منفصلة للهندسة الكهربائية والكيميائية وغيرت المدرسة اسمها إلى كلية الهندسة.

#### التوسع والصعوبات المالية والاستحواذ
توسع الالتحاق بجامعة نيويورك بشكل كبير من أوائل القرن العشرين إلى عقود ما بعد الحرب. ومع ذلك فإنه بحلول أوائل سبعينيات القرن الماضي توقف هذا النمو بسبب تزايد الجريمة والمشكلات المالية في مدينة نيويورك. واجهت جامعة نيويورك مصاعب مالية دفعتها إلى بيع حرمها الجامعي في مرتفعات الجامعة الذي يضم كلية الهندسة التابعة لها إلى جامعة مدينة نيويورك والتي بدورها أعادت تسمية الحرم الجامعي لكلية المجتمع برونكس. خلال تلك الفترة من 1969 إلى 1975 اضطر معهد بوليتكنيك في بروكلين إلى الاعتماد على الإعانات التي تقدمها ولاية نيويورك لإبقاء المدرسة واقفة على قدميها. دعمت الدولة بوليتكنيك على أساس أن إغلاق المدرسة سيخلق صعوبات اقتصادية محليًا. مع مواجهة كل من معهد بوليتكنيك في بروكلين وجامعة نيويورك صعوبات مالية توسطت الولاية في الاندماج مع كلية الهندسة بجامعة نيويورك. استحوذ معهد بوليتكنيك على أعضاء هيئة التدريس والبرامج والطلاب في كلية الهندسة بجامعة نيويورك ليشكلوا معهد بوليتكنيك في نيويورك. حصل معهد بوليتكنيك في نيويورك على مكانة جامعية في عام 1985 وغير اسمه إلى جامعة بوليتكنيك.

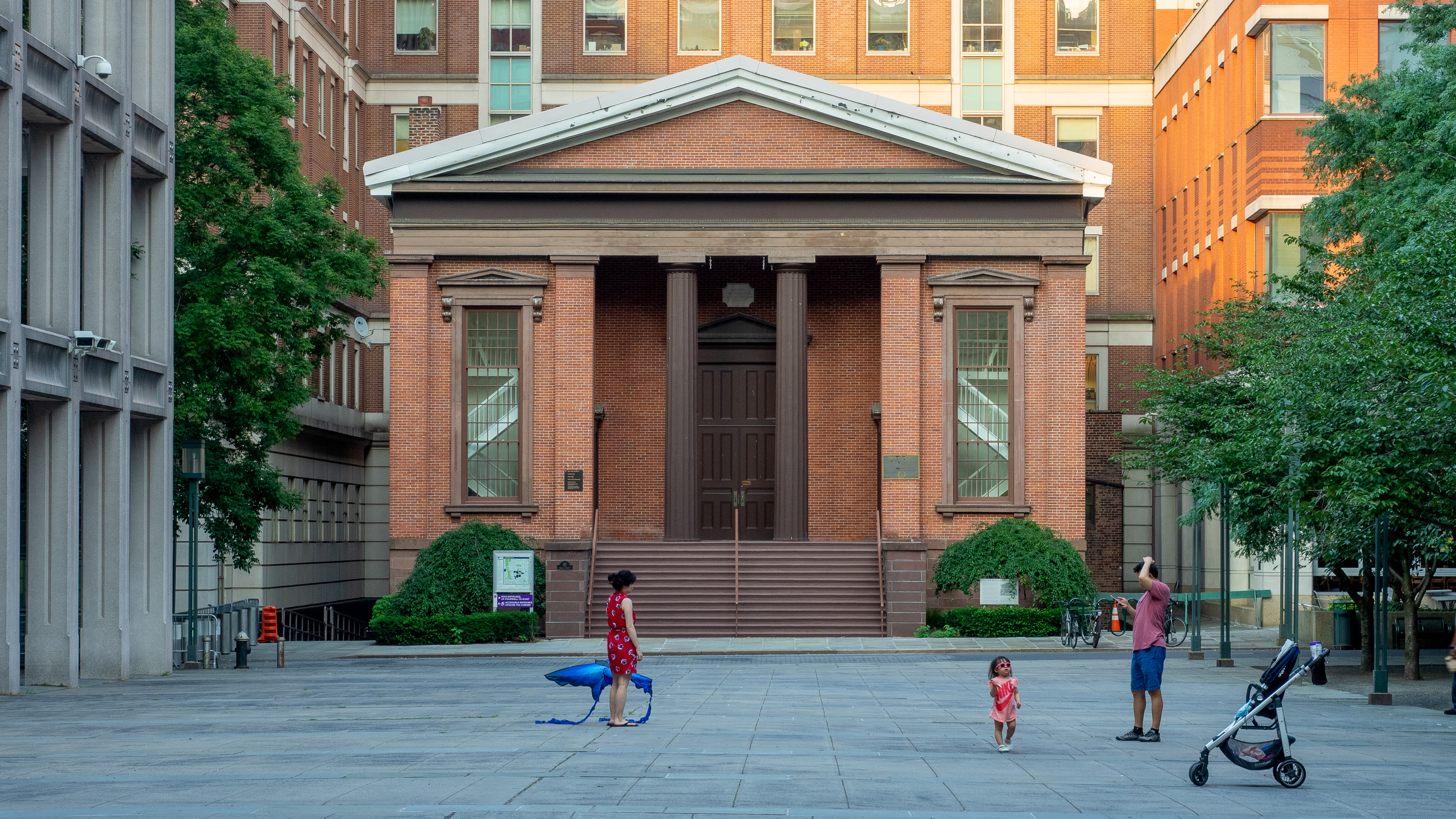
وونش هول، أقدم مبنى في الحرم الجامعي، يقف على النقيض من المباني الأكثر حداثة لمركز متروتيك، بما في ذلك مكتبة ديبنر المجاورة.

### التميز من خلال التكنولوجيا
بحلول عام 1986 كانت جامعة بوليتكنيك في بروكلين أكبر جامعة تكنولوجية في منطقة العاصمة نيويورك وثاني أكبر جامعة في تسجيل الخريجين في البلاد بعد معهد ماساتشوستس للتكنولوجيا. من بين 300 كلية هندسة في الولايات المتحدة كان لدى بوليتكنيك ثاني أكبر عدد من الخريجين المسجلين وكانت من بين أكثر المؤسسات نجاحًا في البلاد كمنتج لخريجي العلوم والهندسة الذين ذهبوا إلى دراسات الدكتوراه. ذهب ما معدله 7.2 في المائة من خريجي البوليتكنيك للحصول على درجة الدكتوراه مقارنة بمدرستين أخريين بهما برامج هندسية كبيرة: كارنيجي ميلون -بمتوسط 6 في المائة- وبرينستون -بنسبة 4.5 في المائة. أصبحت جامعة البوليتكنيك معروفة جيدًا بمراكزها البحثية في الفيزياء الكهربية ومزيج البوليمر.

## التسمية

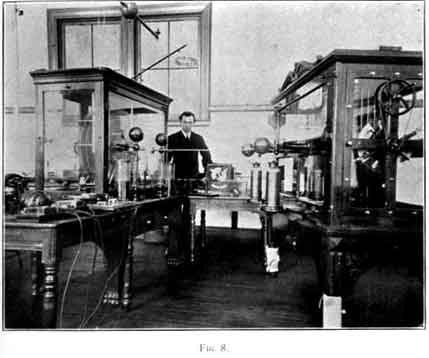
معهد بوليتكنيك-معمل كهرباء 1903-1904

- 1854: معهد بوليتيكنيك وجامعة بروكلين: كلية الهندسة المدنية والهندسة المعمارية بجامعة مدينة نيويورك (أسماء مؤسسية ومؤسسات منفصلة)
- 1889: معهد بوليتكنيك في بروكلين (الذي انبثق أيضًا عن مدرسة البوليتكنيك الإعدادية الريفية النهارية)
- 1896: كلية العلوم التطبيقية بجامعة نيويورك (منفصلة عن معهد بوليتكنيك في بروكلين)[14]
- 1920: كلية الهندسة بجامعة نيويورك (منفصلة عن معهد بوليتكنيك في بروكلين)
- 1973: معهد بوليتكنيك في نيويورك (حصل على أعضاء هيئة التدريس والبرامج والطلاب من كلية الهندسة بجامعة نيويورك)
- 1985: جامعة بوليتكنيك (حصلت على وضع جامعي)
- 2008: معهد بوليتكنيك بجامعة نيويورك (تابع لجامعة نيويورك)
- 2014: كلية الفنون التطبيقية بجامعة نيويورك (اندمجت مع جامعة نيويورك)
- 2015: كلية تاندون للهندسة بجامعة نيويورك

## الحرم الجامعي
يقع الحرم الجامعي الرئيسي لمدرسة نيويورك تاندون للهندسة في وسط مدينة بروكلين بالقرب من طرق النقل العام. يقع في بروكلين تيك تراينجل وعلى بعد حوالي 20 دقيقة بمترو الأنفاق من الحرم الجامعي الرئيسي لجامعة نيويورك في مانهاتن السفلى. كما أنه متصل بالحرم الجامعي بواشنطن سكوير بواسطة نظام حافلات جامعة نيويورك. بالإضافة إلى عنوانها الرئيسي في مركز متروتيك في وسط مدينة بروكلين تقدم المدرسة برامج في مانهاتن. تعد المدرسة جزءًا لا يتجزأ من جامعة نيويورك أبوظبي وجامعة نيويورك شنغهاي ومركز جامعة نيويورك للعلوم الحضرية والتقدم (CUSP) في وسط مدينة بروكلين.

### حرم بروكلين

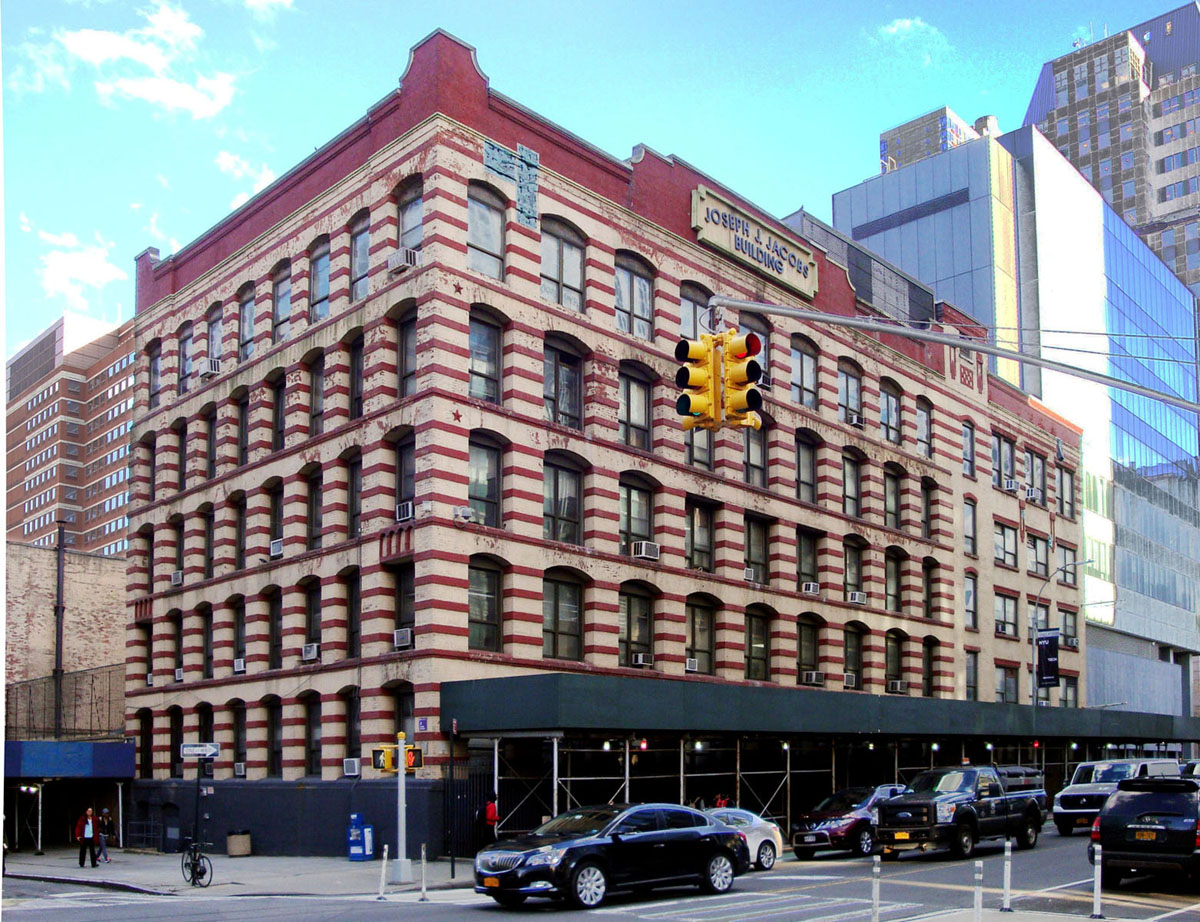
مبنى جاكوبس الإداري لكلية تاندون للهندسة بجامعة نيويورك.

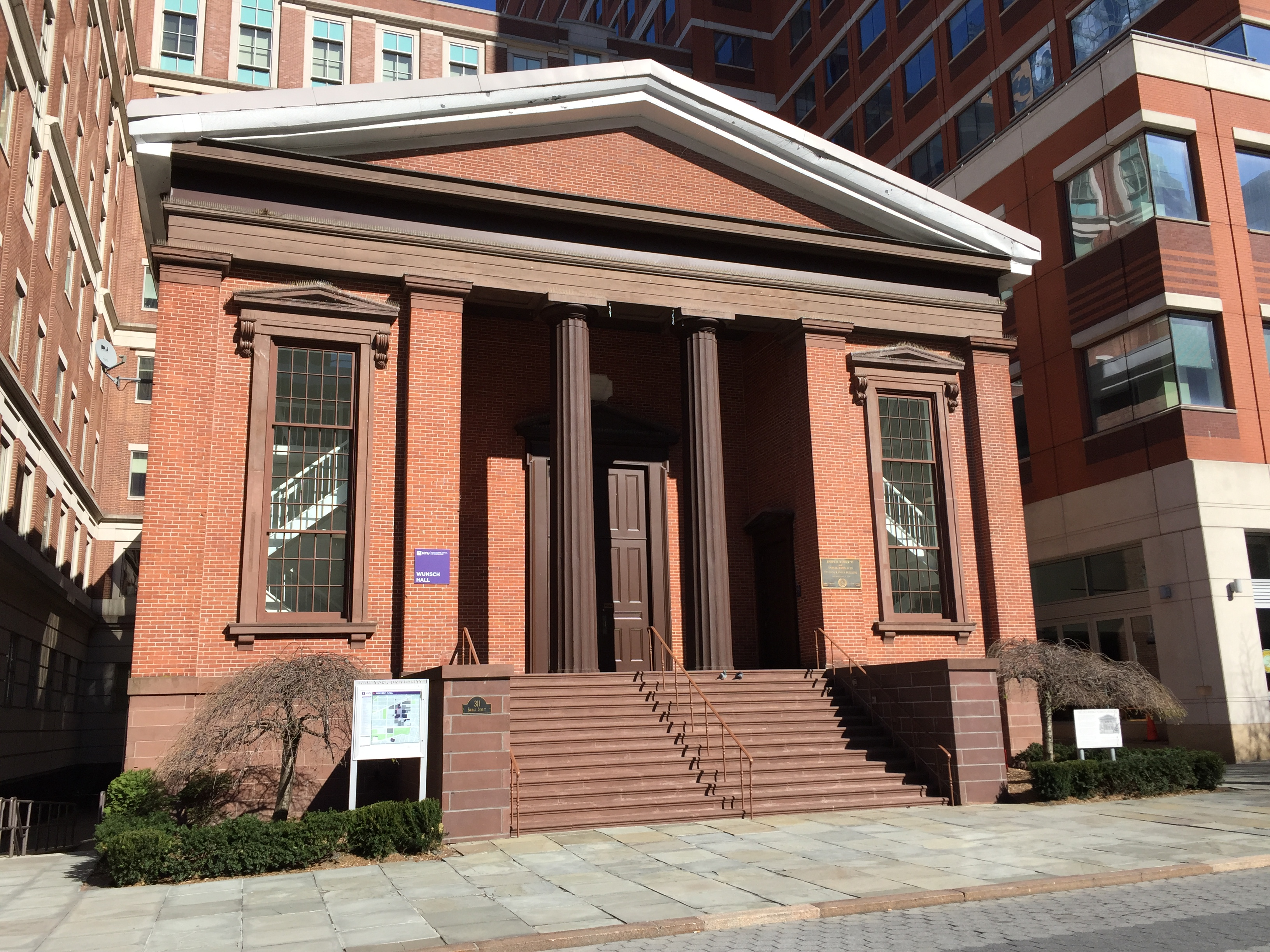
مبنى ونش

لعبت المدرسة دورًا رئيسيًا في إنشاء مركز متروتيك -أحد أكبر المجمعات الجامعية الحضرية في الولايات المتحدة- بينما أغلقت الحرم الجامعي الأكبر في مركز الدراسات العليا السابق في لونغ آيلاند. اليوم يضم المجمع -الذي تبلغ مساحته 16 فدانًا وتبلغ تكلفته مليار دولار في بروكلين الحرم الجامعي الرئيسي للمدرسة- جنبًا إلى جنب مع العديد من الشركات المعتمدة على التكنولوجيا بالإضافة إلى قسم شرطة مدينة نيويورك 9-1-1 المركز مقر إدارة الإطفاء في مدينة نيويورك ووظائف التكنولوجيا والعمليات في جي بي مورغان تشيس في الولايات المتحدة.
تضم المدرسة سبعة مبانٍ في بروكلين، بالإضافة إلى مساحات مستأجرة في بعض المباني المجاورة الأخرى. المباني السبعة هي كما يلي:
- مبنى جاكوبس الأكاديمي
- مبنى إدارة جاكوبس
- روجرز هول
- مبنى ونش
- مبنى ديبنر
- أوثر ريسيدنس هول
- مبنى الهندسة المدنية (مغلق حاليا)

افتُتِح ثامن مساحة تبلغ 460.000 قدم مربع في شارع جاي 370 بجوار قاعة روغرز والتي تضم مركز العلوم الحضرية والتقدم والوحدات الأكاديمية الأخرى داخل جامعة نيويورك، وافتُتِحَت في خريف عام 2017.

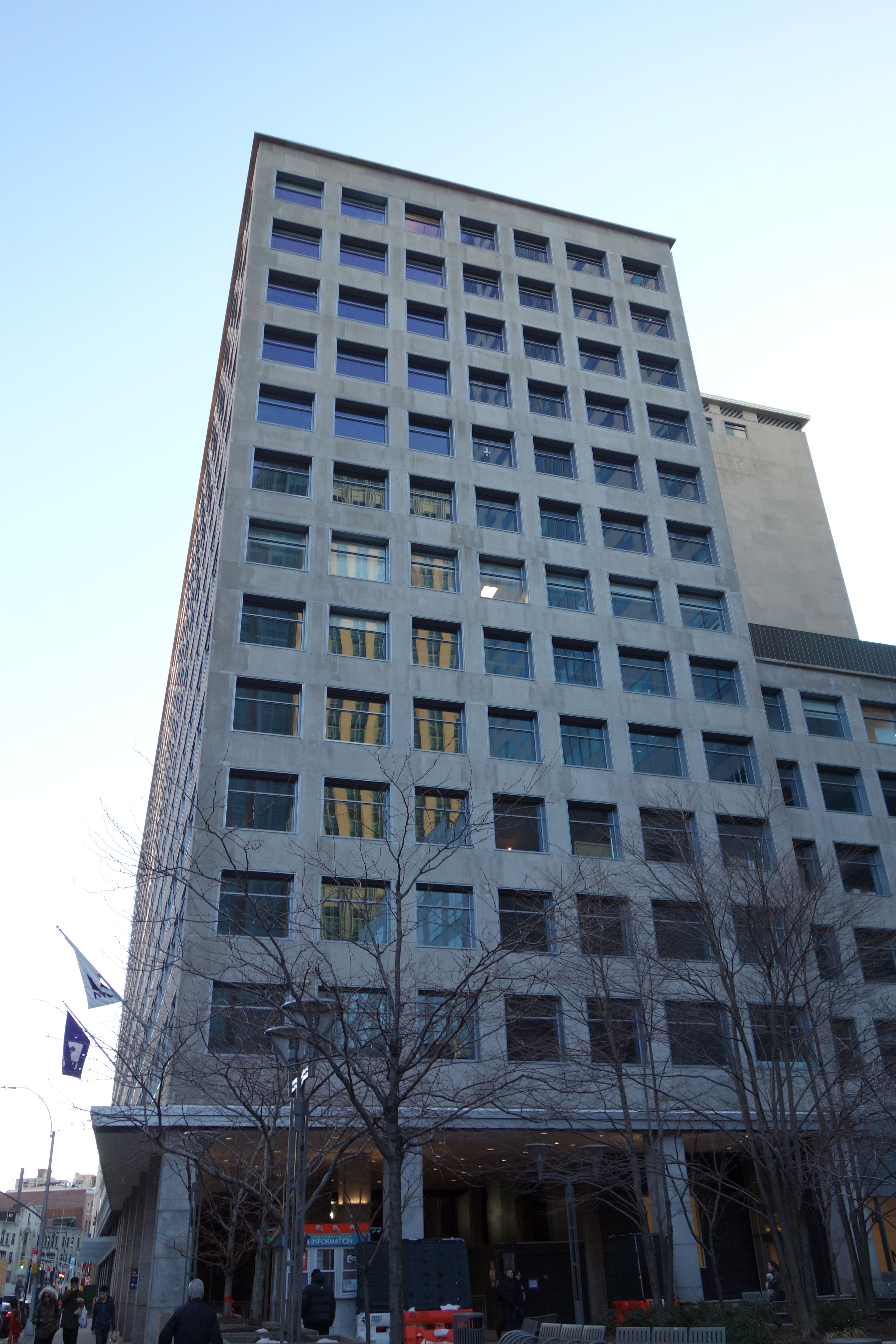
مبنى شارع جاي 370.

### مواقع مانهاتن

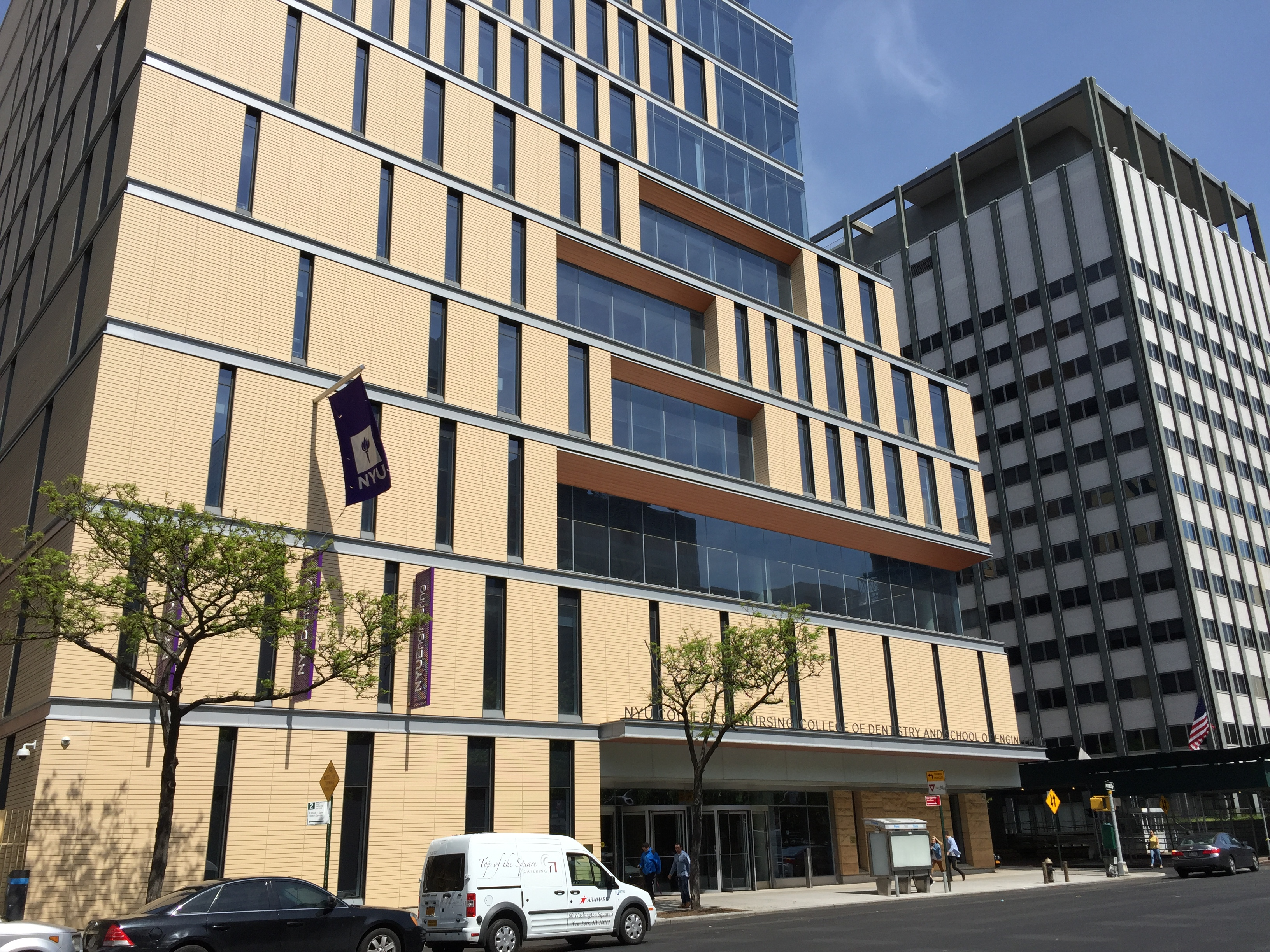
مركز أبحاث بيوماتريكس

يقع مرفق أبحاث معهد الهندسة الحيوية في 433 فيرست أفينيو في مانهاتن. تقع كلية الهندسة وكليات التمريض وطب الأسنان في المبنى حيث يقوم المهندسون الكيميائيون والجزيئيون الحيويون والمهندسون الميكانيكيون بإجراء البحوث في المواد الحيوية والمعالجات الحيوية للطب التجديدي.
تقع كلية الهندسة أيضًا في وسط مدينة مانهاتن. يقدم موقع وسط المدينة برامج للحصول على درجات علمية في الهندسة المالية وإدارة التكنولوجيا وإدارة المعلومات والإدارة المعجلة للتكنولوجيا وشهادة Exec 21 لإدارة التشييد.

### على الإنترنت
جامعة نيويورك تاندون على الإنترنت هي وحدة التعلم عبر الإنترنت في كلية تاندون للهندسة بجامعة نيويورك والتي تقدم 6 درجات ماجستير وشهادتي دراسات عليا و 3 شهادات لبرامج إتمام كاملة عبر الإنترنت. تركز الوحدة على المشاركة بين الأقران وقد اعتُرِف بالوحدة على أنها تقدم أحد أفضل برامج التعلم عبر الإنترنت من قبل تقرير العالم والأخبار للولايات المتحدة واتحاد التعلم عبر الإنترنت من بين آخرين.

## الملف الأكاديمي

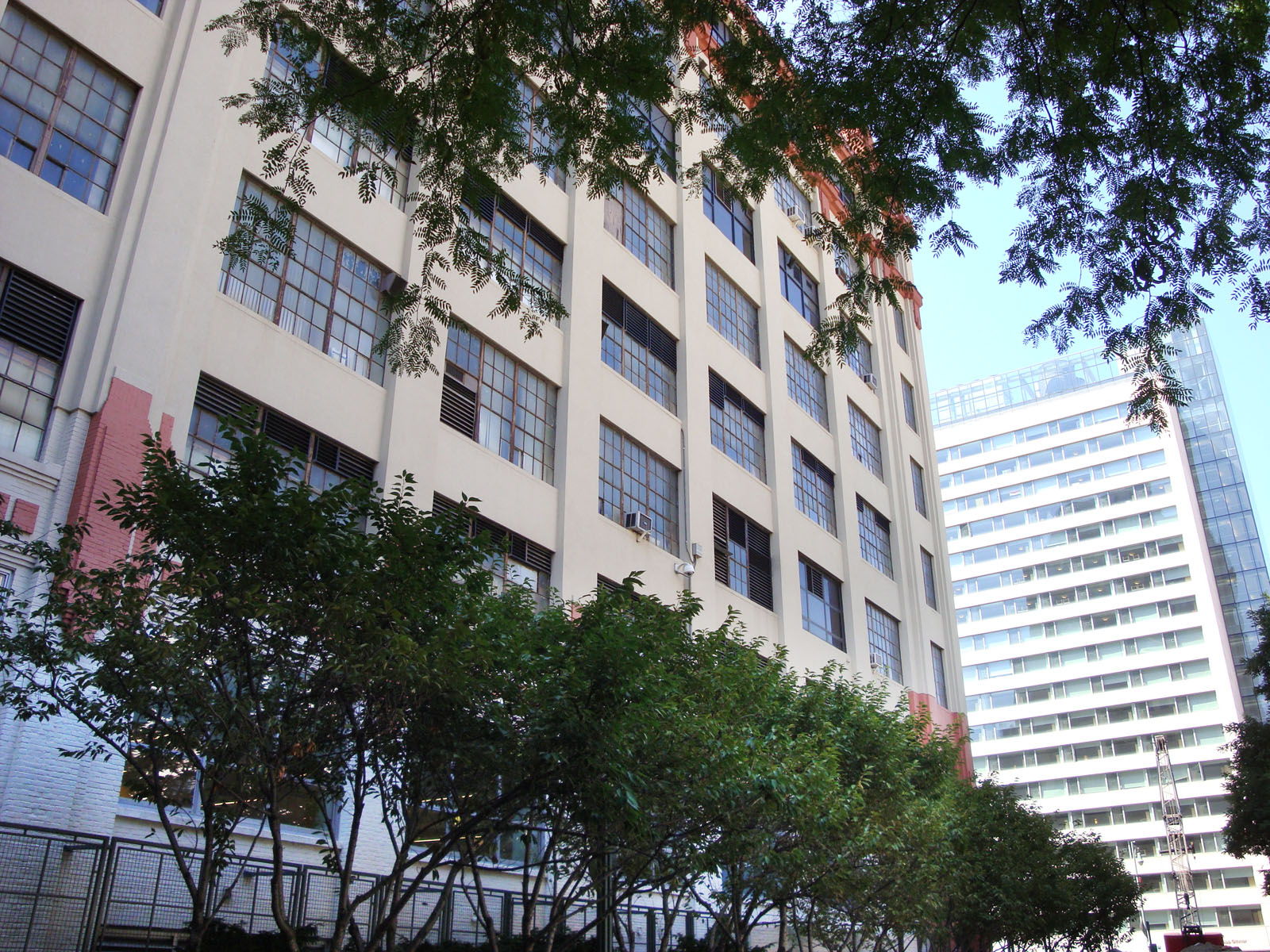
روجرز هول، المبنى الأكاديمي الرئيسي ومبنى سكن أوتمير في الخلفية

### الأقسام
- الفيزياء التطبيقية
- الهندسة الطبية الحيوية
- الهندسة الكيميائية والجزيئية الحيوية
- الهندسة المدنية والحضرية
- علوم الكمبيوتر والهندسة
- الهندسة الكهربائية والحاسوب
- المالية وهندسة المخاطر
- الرياضيات (اندمجت في قسم الرياضيات في معهم كورانت)
- الهندسة الميكانيكية والفضائية
- التكنولوجيا والثقافة والمجتمع
- إدارة التكنولوجيا والابتكار (التابعة لكلية ستيرن للأعمال بجامعة نيويورك)

### الاعتماد الاكاديمي

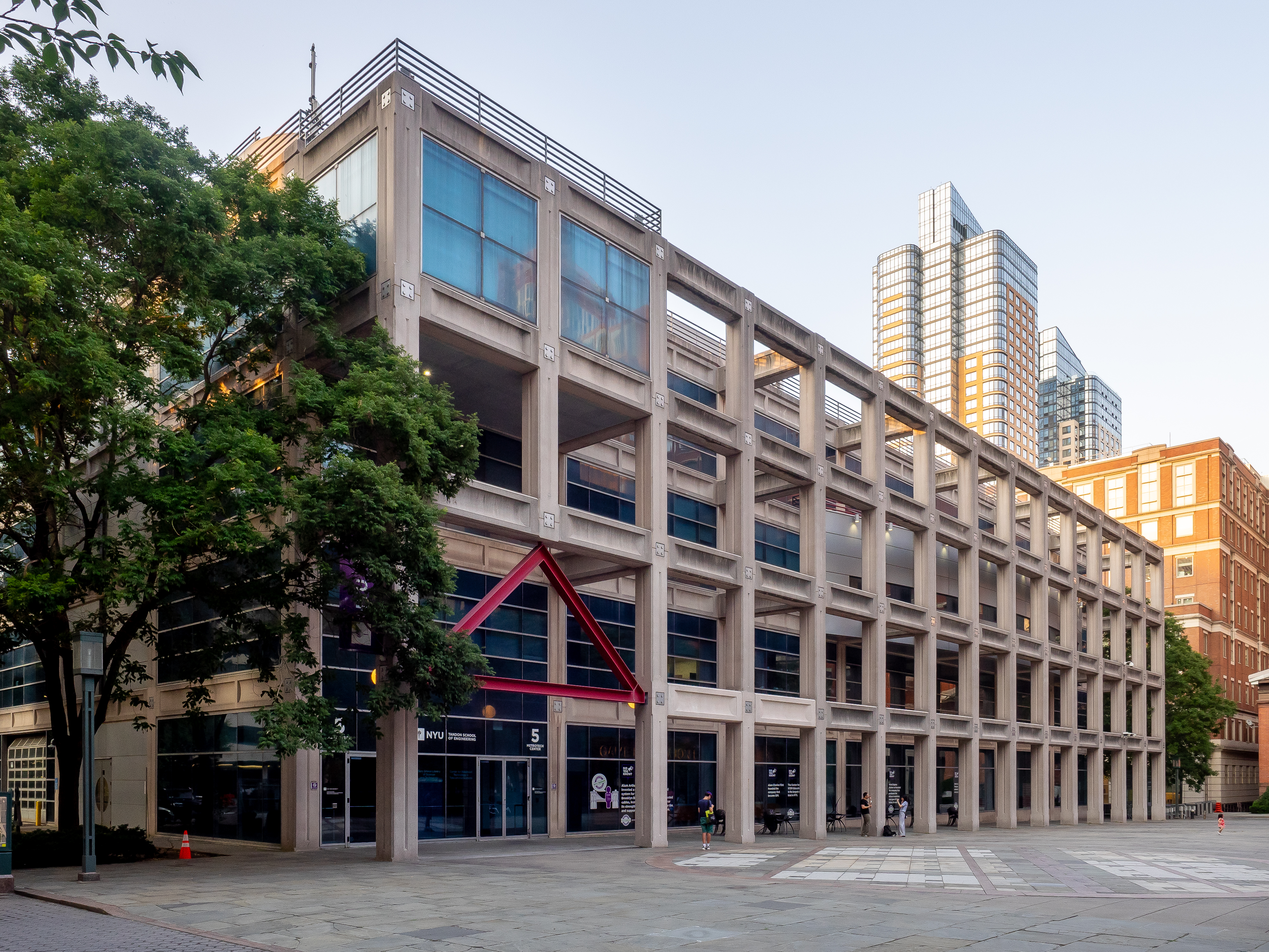
تتطابق مكتبة برن ديبنر مع الطراز المعماري الحديث لوسط مدينة بروكلين

اعتُمِدت جميع برامج البكالوريوس والدراسات العليا في كلية الهندسة من قبل رابطة الولايات الوسطى. لدى طلاب الكيمياء الجامعيين خيار متابعة درجة معتمدة من الجمعية الكيميائية الأمريكية (ACS). اعترف كل من: مجلس الاعتماد الأكاديمي للهندسة والتكنولوجيا (ABET) ومجلس اعتماد علوم الكمبيوتر (CSAB)، ومعهد مهندسي الكهرباء والإلكترونيات (IEEE) والجمعية الأمريكية للمهندسين المدنيين (ASCE) والرابطة الدولية للمهندسين الماليين (IAFE)، ومعهد المهندسين الصناعيين (IIE) والجمعية الأمريكية للمهندسين الميكانيكيين (ASME) وجمعية إدارة البناء الأمريكية (CMAA)، والمعهد الأمريكي للمهندسين الكيميائيين (AIChE)، والجمعية الأمريكية للمعادن وجمعية مهندسي التصنيع (SME)، والأكاديمية الأمريكية للمهندسين والعلماء البيئيين (AAEE) ومجتمع المهندسين الطبيين (BMES) والجمعية الكيميائية الأمريكية (ACS) والجمعية الفيزيائية الأمريكية (APS) ومجلس السياسات المشتركة للرياضيات (JPBM) ببرامج البكالوريوس والدراسات العليا في الهندسة وعلوم الكمبيوتر والفيزياء والكيمياء والرياضيات.

### القبول
تتكون فصول تاندون القادمة عادةً من حوالي 700 طالب، ويبلغ إجمالي عدد الطلاب الأكاديميين أكثر من 5000. بالنسبة لخريف 2019 كان متوسط درجات SAT للطلاب الجدد 1448. بلغ معدل القبول لبرامج الدراسات العليا في عام 2016 28٪. كانت نسبة طلاب الدكتوراه إلى أعضاء هيئة التدريس في عام 2018 3.6: 1.
بالنسبة لخريف 2018 مثَّل الطلاب الدوليون 91 دولة ويمثل الطلاب المحليون 47 ولاية أمريكية. يتألف الجسم الطلابي من 28.8% إناث مقابل 71.2% ذكور.

### التصنيفات
- حصلت على المرتبة الثانية من قبل تقرير العالم والأخبار بالولايات المتحدة كأفضل برنامج لتقنية معلومات الكمبيوتر للخريجين عبر الإنترنت في 2019[23]
- حصلت على المرتبة رقم 20 من قبل تقرير العالم والأخبار بالولايات المتحدة كأفضل برامج الهندسة للخريجين عبر الإنترنت في 2019[24]
- حصلت على المرتبة الأولى من قبل مراجعة برينستون كأفضل كليات الدراسات العليا لتصميم ألعاب الفيديو في 2019[25]
- صُنِّفت في المرتبة الخامسة من قبل أفضل 25 برنامج ماجستير في التمويل الكمي في العالم من قبل ريسك دوت نت[26]
- احتلت المرتبة رقم 25 في أفضل أخبار الولايات المتحدة لعام 2020 من بين الجامعات العالمية للهندسة الكهربائية والإلكترونية[27]
- احتلت المرتبة رقم 21 في أسبوع البناء عبر الإنترنت - أفضل 25 جامعة في العالم للهندسة المدنية في 2019[28]
- المرتبة رقم 38 في أخبار الولايات المتحدة من بين أفضل كليات الهندسة المرتبة عام 2021.[29]
- احتلت المرتبة # 66 في أخبار الولايات المتحدة لعام 2019 من بين برامج الهندسة الجامعية.[30]
- حصلت على المرتبة رقم 65 في تصنيفات جامعة تايمز للتعليم العالي لعام 2020 حسب الموضوع: الهندسة والتكنولوجيا[31]
- المرتبة # 81 في أخبار الولايات المتحدة لعام 2020 من بين الجامعات العالمية للهندسة[32]

## البحث

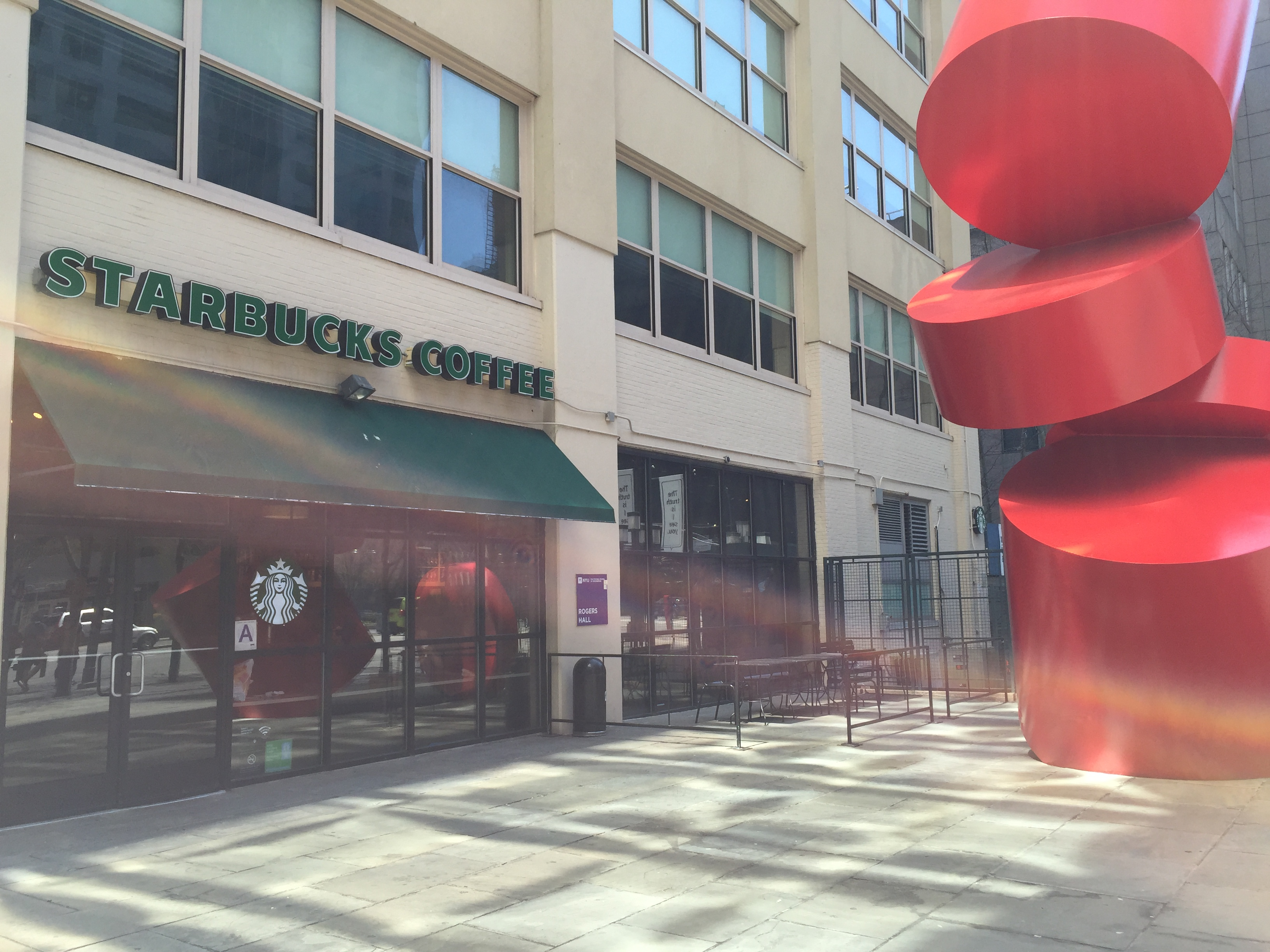
مقهى ستاربكس، بجوار مدخل روجرز هول

في عام 2018 تلقت المدرسة حوالي 52.5 مليون دولار من نفقات البحث برعاية خارجية. تضمنت بعض المعاهد البحثية الأولى بالمدرسة معهد أبحاث البوليمر -الذي أنشئ في عام 1942- ومعهد أبحاث ويبر -الذي أنشئ في عام 1945. حددت الجمعية الكيميائية الأمريكية معهد أبحاث البوليمر كمعلم كيميائي تاريخي وطني في 3 سبتمبر 2003. طور معهد أبحاث ويبر أنظمة دفاع واتصالات كهرومغناطيسية وأنظمة الموجات الصغرية. تشمل مراكز الأبحاث البارزة الأخرى للمعهد: مركز الإنترنت اللاسلكي للتكنولوجيا المتقدمة (WICAT) الذي ترعاه NSF -والذي احتل المرتبة الأولى بين مراكز أبحاث التكنولوجيا في التمويل والمرتبة الثانية في عدد المشاركين في الصناعة وفقًا لمؤسسة العلوم الوطنية الأمريكية- ومركز التقنيات المتقدمة في الاتصالات (CATT) -وهو مركز أبحاث ترعاه ولاية نيويورك ومؤسسة NSF وهو أيضًا تابع لجامعة كولومبيا- ومعمل أمن الإنترنت ونظم المعلومات الممول من NSF -وهو وكالة الأمن القومي الأمريكية (NSA)- ومركز التميز المعين في ضمان المعلومات وتعليم ضمان المعلومات ومركز التميز في البحث ومعهد ولاية نيويورك لمرونة العواصف وحالات الطوارئ (NYS RISE) -والذي يقع مقره بشكل مشترك في حرم جامعة نيويورك في بروكلين وستوني بروك جامعة.
على مر السنين كانت المدرسة مركزًا رئيسيًا للبحث في تطوير فيزياء الموجة الصغرية والرادار والبوليمرات وبرنامج الفضاء. خلال الحرب العالمية الثانية، عمل معهد أبحاث ويبر بالمدرسة على المشكلات التي أدى حلها إلى تطوير الرادار ثم كسر الأرضية في النظرية الكهرومغناطيسية والإلكترونيات بشكل عام. في السنوات اللاحقة شاركت المدرسة في برنامج الفضاء وحل مشاكل إعادة دخول كبسولات الفضاء المأهولة.
كانت المدرسة تابعة لبعض الاختراعات والابتكارات الرئيسية بما في ذلك: أقفال قناة بنما؛ صناعة الأقفال وكبلات جسر بروكلين ومصاعد الكابلات والهواتف اللاسلكية وأجهزة الصراف الآلي والرموز الشريطية الليزر والرادار والبنسلين والبوليمرات وفرامل المصعد ودوار فرامل السيارة خفيف الوزن ودائم للغاية وبيرة خفيفة ومزيل الرجفان القلبي جهاز تنظيم ضربات القلب الاصطناعي RFID والعدسات اللاصقة عدسة التكبير وأول سماعة هاتف تلفزيون تجاري وطلاء غير لاصق كتطبيق للتفلون ونظام تعليق لأكبر تلسكوب لاسلكي وتكنولوجيا الموجات لصغرية ووحدة أبولو القمرية -أول مركبة فضائية مأهولة وحتى الآن الوحيدة التي تعمل في الفراغ الخالي من الهواء في الفضاء- والبلورات بالأشعة السينية وهيكل جزيء الحمض النووي وغواصة وثلاجة حديثة مولد A / C محركات كهربائية والمحول ومرافق اتصالات الغواصات وتطوير التحلية الاصطناعية الأسبارتام وتطوير عمليات غير سامة لإنتاج ألوان الطعام وإزالة الكافيين من القهوة ودائرة مكبر الصوت شبه التكميلية (الترانزستور) والترانزستور الجانبي الميكروفون اللاسلكي بالإضافة إلى أول أشباه موصلات يوجين كلاينر (وجزء كبير من وادي السيليكون) واستثمار سبنسر تراسك ودعم اختراع توماس إديسون للمصباح الكهربائي.

### المعامل الأكاديمية
تشمل المعامل الأكاديمية ومراكز البحث ما يلي:
- معمل الميكانيكا الحسابية[52]
- معمل النظم الديناميكية[53]
- مركز بروكلين الإعلامي التجريبي (المعروف سابقًا باسم معهد الوسائط الرقمية المتكامل)[54]
- مختبر اختبار التنفيذ اللاسلكي[55]
- معمل التشخيص والهندسة الحيوية البينية[56]
- معمل بحوث التحكم والاتصالات[57]
- معمل الشبكات عالية السرعة[58]
- معمل هندسة إلكترونيات القوى والطاقة[59]
- معمل هندسة البروتين والتصميم الجزيئي[60]
- الهندسة العصبية متعدية (مرتبطة بمركز جامعة نيويورك للعلوم العصبية والمركز الطبي لجامعة نيويورك لانغون)[61]
- مختبر المستقبل الحضري (تأسس بالشراكة مع مؤسسة التنمية الاقتصادية لمدينة نيويورك)[62][63]

### مراكز البحوث
يُجرى البحث في كلية الهندسة إما من خلال الأقسام الأكاديمية أو من خلال واحد من العديد من مراكز البحث متعددة التخصصات بما في ذلك:
- مركز التكنولوجيا المتقدمة في الاتصالات (CATT)
- مركز التمويل والتكنولوجيا (CFT)
- معهد الرياضيات والحوسبة الفائقة المتقدمة (IMAS)
- معهد أبحاث البوليمر (PRI)
- مركز أنظمة النقل الذكي في المناطق الحضرية (UITSC)
- مركز الإنترنت اللاسلكي للتكنولوجيا المتقدمة (WICAT)
- معهد ويبر للأبحاث
- مركز الأبحاث لهندسة المخاطر
- مركز علوم وهندسة بحوث المواد
- مركز بحوث هندسة التأهيل
- معهد الألعاب للتعلم
- شبكة الوسائط والألعاب (MAGNET)
- معهد ولاية نيويورك المرنة للعواصف وحالات الطوارئ (يشمل جامعة نيويورك وجامعة ستوني بروك وجامعة كولومبيا وجامعة كورنيل وجامعة مدينة نيويورك ومختبر بروكهافن الوطني)
- لاسلكي خاص بجامعة نيويورك
- مركز أبحاث بيوماتريكس (الموجود في مانهاتن)[64]

## أعضاء هيئة التدريس والخريجون البارزون

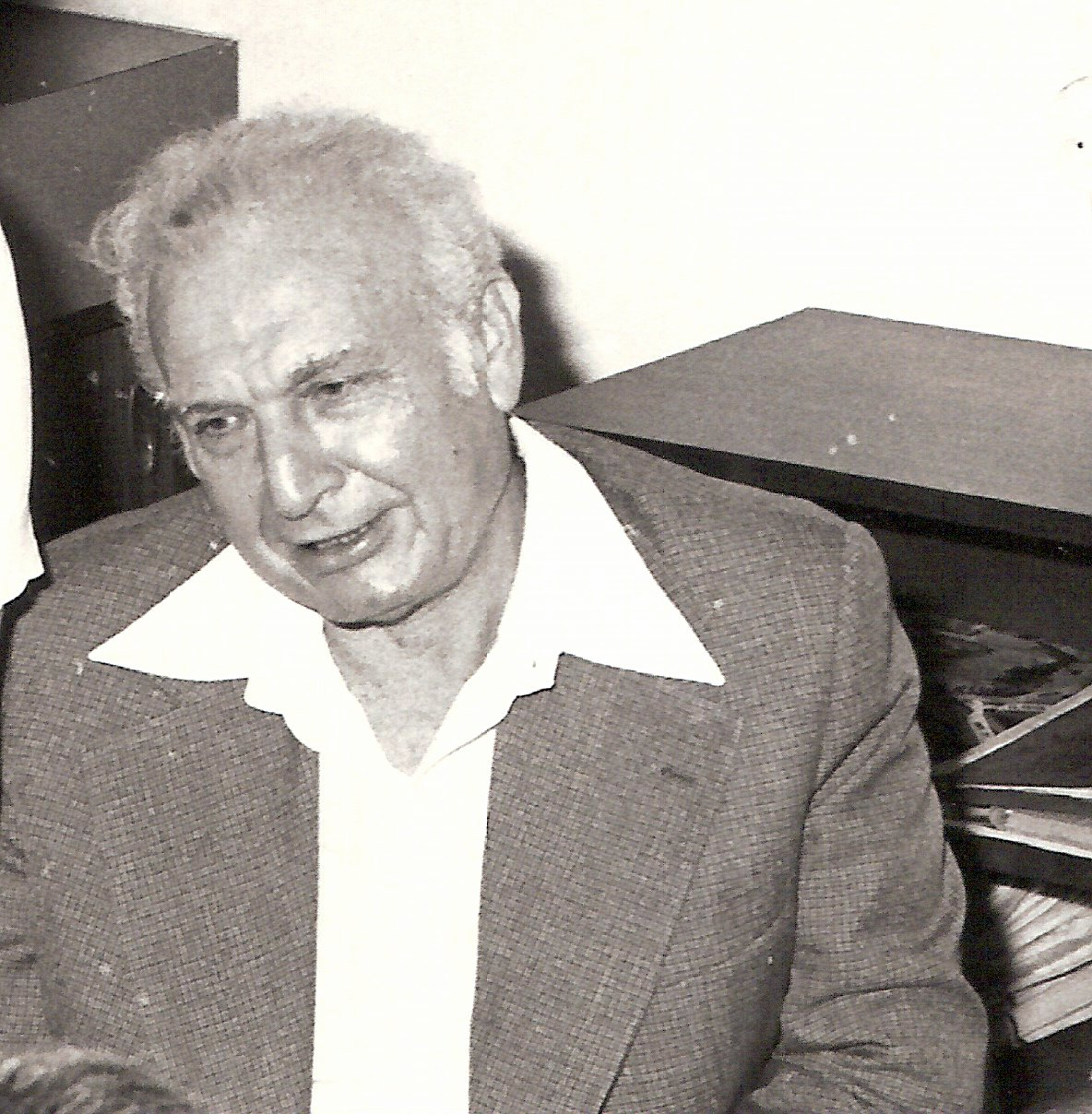
إفرايم كاتسير، خريج، رابع رئيس لإسرائيل

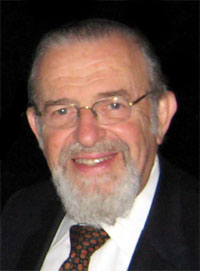
نورمان لام، خريج، الرئيس الثالث لجامعة يشيفا

تضم كلية تاندون للهندسة بجامعة نيويورك ما يزيد قليلاً عن 33000 خريج يعيشون في 68 دولة اعتبارًا من عام 2015. يشمل خريجو المدرسة المخترعين والعلماء ورجال الأعمال والسياسيين ورؤساء الدول ورؤساء الجامعات والقادة الأكاديميين (بما في ذلك مؤسس كلية ستيرن للأعمال بجامعة نيويورك تشارلز والدو هاسكينز) وأكثر من 2000 من المديرين التنفيذيين والقادة في الشركات الكبيرة. من بين خريجيها وأعضاء هيئة التدريس السابقين والحاليين أربعة فائزين على الأقل بجائزة نوبل، وسبعة ميداليات وطنية للعلوم والتكنولوجيا والابتكار ورائدان فضاء وجائزة روس ووسام إديسون وجائزة تورنغ وجائزة جوردون وجائزة درابر وأكثر من 100 جائزة وطنية لأعضاء أكاديمية الهندسة.

### الحائزون على جائزة نوبل
- جيرترود ب. إليون، حائز على جائزة نوبل في علم وظائف الأعضاء أو الطب
- رودولف ماركوس، جائزة نوبل في الكيمياء
- فرانسيس كريك، حائز على جائزة نوبل في علم وظائف الأعضاء أو الطب لكونه مكتشفًا مشاركًا لهيكل جزيء الحمض النووي
- مارتن بيرل، حائز على جائزة نوبل في الفيزياء عام 1995 لاكتشافه تاو ليبتون

### الميداليات الوطنية للعلوم والتكنولوجيا والابتكار
- جون جي ترامب
- جويل إس إنجل
- ريتشارد ج. جامبينو
- هيرمان فرانسيس مارك
- رودولف أ.ماركوس
- إرنست ويبر
- جيروم شوارتز، طور إستراتيجيات بصرية مبكرة لتقنيات مسح الباركود

### جائزة روس، جائزة جوردون، جائزة دريبر
- جويل إس إنجل
- كلايف ديم
- هارولد سي جولدبيرغ
- إلمر ل.جادين

### وسام إديسون
- وليام ب كوينهوفن، اخترع مزيل الرجفان القلبي مغلق الصدر
- بانكروفت غيراردي

### جائزة تورينج
- جوديا بيارل

### رواد الفضاء
- باولو أ. نيسبولي
- تشارلز كاماردا

### الفائزون بجائزة بوليتسر
- جيمس ترسلو آدامز، الكاتب الذي ابتكر مصطلح "الحلم الأمريكي"

### قادة الأعمال التجارية
يشمل قادة الخريجين في الشركات الكبيرة ما يلي:
- أورسولا بيرنز، رئيس مجلس الإدارة والرئيس التنفيذي لشركة زيروكس
- آرثر سي مارتينيز، رئيس مجلس الإدارة والرئيس التنفيذي لشركة سيرز
- روبرت جاي ستيفنز، رئيس مجلس الإدارة والرئيس التنفيذي لشركة لوكهيد مارتن
- ألفريد أموروزو، رئيس مجلس إدارة ياهو!
- جون ديونيسيو، رئيس مجلس الإدارة والرئيس التنفيذي لشركة إيكوم
- سبنسر تراسك، رئيس مجلس إدارة صحيفة نيويورك تايمز
- جون تراني، رئيس مجلس الإدارة والرئيس التنفيذي لشركة ستانلي بلاك آند ديكر
- جون إلمر ماكين، رئيس مجلس الإدارة والرئيس التنفيذي لشركة فايزر
- مارك رونالد، رئيس مجلس الإدارة والرئيس التنفيذي لشركة بي أيه إي سيستمز
- فينسينت إيه كالاركو، رئيس مجلس الإدارة والرئيس التنفيذي لشركة كيمتورا
- سونيل جودهواني، رئيس مجلس الإدارة والرئيس التنفيذي لشركة ريليجير
- ريتشارد سانتولي، رئيس مجلس الإدارة والرئيس التنفيذي لشركة نت جيت
- إسرائيل بوروفيتش، رئيس مجلس الإدارة والرئيس التنفيذي لشركة إل عال
- هيو جون كيسي، رئيس هيئة النقل في مدينة نيويورك
- كريج جي ماثيوز، الرئيس والمدير المالي والرئيس التنفيذي للعمليات في كي سبان  [لغات أخرى]‏
- تشارلز رانليت فلينت، مؤسس شركة آي بي إم
- فادي شحادة، الرئيس التنفيذي لـ آيكان
- جوزيف جيه جاكوبس، رئيس مجلس الإدارة والرئيس التنفيذي ومؤسس مجموعة جاكوبس الهندسية
- ألفريد سلون، رئيس مجلس الإدارة والرئيس التنفيذي ومؤسس شركة جنرال موتورز
- بيل فريند (مهندس)، رئيس شركة بكتل
- تشارلز هينكاتي، نائب رئيس سيتي بنك
- يوجين فاسولو، كبير المهندسين بهيئة الموانئ في نيويورك ونيوجيرسي
- جاي جريني، كبير مهندسي ناسا
- جورج دبليو ميلفيل، كبير المهندسين في البحرية الأمريكية. الفائز بالميدالية الذهبية للكونغرس.
- هوارد أ. تشين، كبير مهندسي شبكة سي بي إس. رواد تقنيات التسجيل الصوتي التناظري وكذلك ممارسات البث الإذاعي والتلفزيوني.
- فيرجينيا ب. رويسترهولز، رئيس فيرايزون[69]
- آلان شريسهايم، مدير ومدير تنفيذي لمختبر أرجون الوطني، عضو مجلس إدارة روم وهاس

### المخترعون
قائمة جزئية بالمخترعين المنتسبين للمدرسة:
- باروة بيركوفيتس، ساهم في اختراع مزيل الرجفان القلبي وناظمة قلبية اصطناعية
- غوردون غولد، اخترع الليزر
- ماريو كاردولو، ساهم في اختراع تحديد الهوية بموجات الراديو (RFID)
- روبرت ج.براون، أول سماعة هاتف
- جاسبر هـ.كين، طريقة التخمر العملية في الخزان العميق لإنتاج كميات كبيرة من البنسلين الصيدلاني.
- موريس كارنو، مخترع خريطة كارنوف (K-map)
- لعب نورمان غايلورد دورًا بارزًا في تطوير العدسات اللاصقة القابلة للاختراق
- رونالد آر ييجر، اخترع عامل تجميع متوسط مرجح
- توماس جيه كيلي، صمم وبنى المركبة القمرية أبولو
- فريدريك جيه هاريس، المخترع المشارك لمرشح بلاكمان هاريس
- إرول جلنبي، اخترع شبكات G والشبكات العصبية العشوائية
- جوزيف أواديس، مخترع الجعة الخفيفة
- جون كولاجيويا، اخترع لغة البرمجة Thue
- باول بيتر إيفال، مخترع طريقة حيود الأشعة السينية لتحديد التركيب الجزيئي
- قام هنري جولدمارك بتصميم وتركيب أقفال قناة بنما
- هيلياس دوندولاكيس، حاصلة على براءة اختراع لنظام التعليق لأكبر مقراب راديوي في العالم
- اكتشف جورج غلوبرمان نظرية ZJ ونظرية Z *
- تورن غارين، أشرفت على تطوير المُحلي الاصطناعي الأسبرتام؛ حيث طورت عمليات غير سامة لإنتاج ألوان الطعام وإزالة الكافيين من القهوة
- قام جيمس وود بتصنيع الكابلات الفولاذية لجسر بروكلين، مما يجعل المصاعد الكبلية ممكنة. كما ساهم في اختراعات صناعة الأقفال والغواصات ومولد التكييف والمحركات الكهربائية والمحولات وتصميم الثلاجة الحديثة. حصل على 240 براءة اختراع.[41]
- هونغ شانغ لين اخترع دائرة مكبر الصوت شبه التكميلية (الترانزستور) والترانزستور الجانبي والميكروفون اللاسلكي. حصل على 61 براءة اختراع
- صمم هانز رايسنر أول طائرة معدنية ناجحة مع كل من الجلد والهيكل المعدني. أيضًا أول من حل معادلة أينشتاين لمقياس كتلة نقطة مشحونة. حله المغلق -الذي أعاد اكتشافه العديد من الفيزيائيين الآخرين في غضون السنوات القليلة التالية- يسمى الآن مترية رايسنر-نوردستروم.
- هارولد هورتون شيلدون، اخترع أداة قياس دقيقة كهروضوئية لنطاق الألوان وهي أكثر دقة من العين البشرية.